# Audrey Labeau
Pour les articles homonymes, voir Labeau.
Audrey Labeau, née le 14 avril 1985 à Saint-Germain-en-Laye, est une plongeuse française spécialiste du 10 mètres. Elle mesure 1,59 m.

## Carrière
Elle débute par la gymnastique acrobatique où elle participe à des championnats du monde puis commence le plongeon en 2001. Elle participe aux Jeux olympiques de 2008 à Pékin. En 2011, elle se blesse à l'entrainement lors des championnats du monde et l'oblige à quitter la compétition,. Aux championnats d'Europe 2011 elle remporte la médaille d'argent sur l'épreuve par équipe avec Matthieu Rosset, puis l'or en 2012,.
En plongeon synchronisé elle se classera 4e des 2012 avec Laura Marino qui assurera sa relève.

## Palmarès

### Jeux olympiques
- Jeux olympiques de 2008 à Pékin (Chine) :
  - 21e du plongeon individuel à 10 m[8].

### Championnats du monde
- Championnats du monde 2005 à Montréal (Canada) :
  - 24e du plongeon individuel à 10 m.
- Championnats du monde 2007 à Melbourne (Australie) :
  - 16e du plongeon individuel à 10 m.
- Championnats du monde 2009 à Rome (Italie) :
  - 9e du plongeon individuel à 10 m
  - 16e du plongeon synchronisé à 10 m.

### Championnats d'Europe
- Championnats d'Europe 2012 à Eindhoven (Pays-Bas) :
  -  Médaille d'or de l'épreuve mixte (avec Matthieu Rosset)
  - 6e du plongeon individuel à 10 m
  - 4e du plongeon synchronisé à 10 m.